# Great Falls of the Potomac River

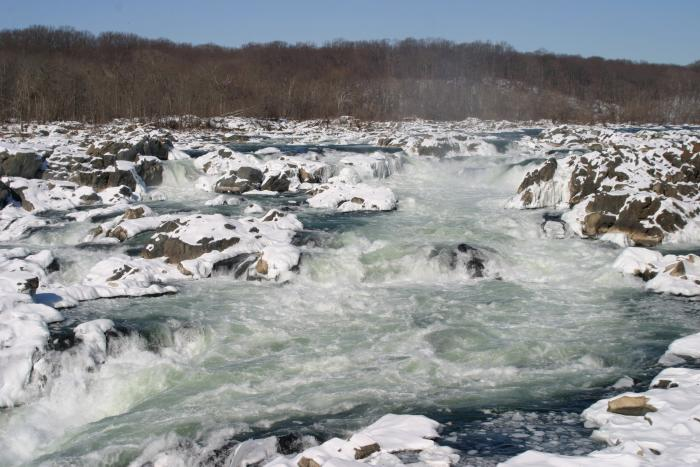
Great Falls of the Potomac River im Winter

Die Great Falls of the Potomac River befinden sich  an der Fall Line, rund 22 km (14 Meilen) stromaufwärts von Washington, D.C. am Potomac River. Das Gebiet um die Great Falls ist beliebt für Kajakfahren, Wildwasserrafting, Klettern, Wandern und andere Außensportarten. Der Great Falls Park, der vom National Park Service betrieben wird, befindet sich an den südlichen Ufern in Virginia, während der Chesapeake and Ohio Canal Park sich entlang der nördlichen Ufer in Maryland befindet. Der von Maryland aus erreichbare Billy Goat Trail auf Bear Island bietet Aussicht über die Great Falls, ebenso die Aussichtsplattformen auf Olmsted Island (auch von Maryland aus erreichbar) und Aussichtspunkte auf Virginias Seite.
Vor etwa 35.000 Jahren bildeten sich die Great Falls of the Potomac aus dem Potomac River. Die Gewässer des Flusses sammeln Geschwindigkeit beim Durchdrängen des Mather Gorge-Flusses und beim Kaskadieren über eine Reihe von 6 Meter hohen Fällen. Insgesamt fällt das Wasser 23 Meter tief in weniger als einer Meile (1,6 km) Entfernung, was die Great Falls of the Potomac zu den steilsten und spektakulärsten Stromschnellen aller Flüsse im Osten der USA macht.

## Weitere Informationen
- Great Falls Park